# Mourad El Ghezouani
Mourad Daoudi El Ghezouani (Balsapintada, 27 maggio 1998) è un calciatore spagnolo con cittadinanza marocchina, attaccante dell'Elche.